# Чэн Юйцзе
Чэн Юйцзе (кит. трад. 程玉洁, упр. 程玉潔, пиньинь Chéng Yùjié; род. 22 сентября 2005, Цзиндэчжэнь, Цзянси) ― китайская пловчиха, специализирующаяся в плавании вольным стилем. Бронзовый призёр летних Олимпийских игр 2024 года, чемпионка мира 2023 года, трёхкратная чемпионка Азиатских игр 2022 года, призёр чемпионатов мира и Азиатских игр. Участница летних Олимпийских игр 2020 и 2024 годов.

## Биография
Родилась 22 сентября 2005 года в Цзиндэчжэнье, Китай.
В 2021 году представляла свою страну на летних Олимпийских играх в Токио. В эстафете 4 по 100 метров вольным стилем в составе китайской команды была седьмой.
В декабре 2021 года на чемпионате мира на короткой воде в Абу Даби завоевала две бронзовые медали.
В 2023 году на чемпионате мира в Фукуоке стала чемпионкой в составе комбинированной эстафетной команды 4 по 100 метров. Ещё одну медаль — бронзу завоевала в эстафете 4 по 100 метров вольным стилем.
На Азиатских играх 2022 года, которые состоялись в Китае в 2023 году стала трёхкратным чемпионом. В индивидуальных заплывах на 50 и 100 метров вольным стилем завоевала две бронзовые медали. 
На Олимпийских играх 2024 года в Париже сумела завоевать бронзовую олимпийскую медаль в эстафетном заплыве 4 по 100 метров вольным стилем.
В 2025 году на чемпионате мира в Сингапуре завоевала три медали: одну серебряную и две бронзовые. На дистанции 50 метров вольным стилем в финале приплыла к финишу третьей, уступив победительнице Мег Харрис из Австралии 0,26 секунды.